# Mauensee, Luzern
Mauensee är en ort och kommun i distriktet Sursee i kantonen Luzern, Schweiz. Kommunen har 1 532 invånare (2023).
I kommunen ligger sjön Mauensee med det privatägda slottet Schloss Mauensee.
I den norra delen av kommunen finns byn Kaltbach.